# Baygon
Baygon é uma marca de pesticidas produzida pela S. C. Johnson & Son. É um inseticida utilizado para extermínio e controle de pragas domésticas como grilos, baratas, formigas, formigas carpinteiras, aranhas, traças e mosquitos. Em 1975, a Baygon introduziu o primeiro spray de superfície da Austrália para matar baratas, carrapatos e outros insetos rastejantes.
A Baygon foi lançada pelo fabricante químico alemão Bayer em 1967. Em 2003, a Bayer vendeu a marca para a S. C. Johnson & Son. Como parte do acordo, os ingredientes ativos utilizados nos pesticidas ainda são fabricados pela Bayer e fornecidos sem exclusividade à SC Johnson.

## Composição
Os produtos Baygon contêm os piretróides ciflutrina [en], transflutrina [en], cipermetrina, praletrina [en] e o carbamato propoxur [en] e organofosforado clorpirifós, como ingredientes ativos. Nas concentrações utilizadas em inseticidas de produtos de consumo, os piretróides também podem ter propriedades repelentes de insetos e geralmente são inofensivos para os seres humanos em doses baixas, mas podem prejudicar indivíduos sensíveis. Se ingeridos em quantidades suficientes, podem causar vários efeitos nocivos, incluindo tremores, dispneia e paralisia.
O biocida [en] ativo em Baygon, a praletrina [en], embora considerado eficaz como repelente de mosquitos, foi sinalizado pela O.M.S. e em outros estudos como "altamente tóxico" para abelhas e peixes.

## Produtos
Produtos Baygon incluem:
- Baygon Alameddine
- Baygon Insetos Rastejantes Spray
- Baygon Insetos Rastejantes Spray/Desinfetante
- Baygon Insetos Rastejantes Spray Espuma
- Baygon Ant Bait Estação
- Baygon Estação Isca de Barata
- Baygon Em Pó Para Formigas
- Baygon Mariposa Livro
- Baygon Mariposa Saco
- Baygon Electric Genius Líquido Vaporizador
- Baygon Espiral

Nas Filipinas, a marca incluiu a seguinte linha:
- Baygon Katol (Mosquito Bobinas)
- Baygon Elétrico Repelente de Mosquitos
- Baygon Papel Mata-Mosca
- Baygon Fly Bait

Bayer voltado a entrar no negócio das Filipinas (como Bayer Ciências Veterinárias) e está atualmente a utilizar a marca Blattanex para o mercado doméstico inseticidas.

## Baygon Espiral
Diversos riscos conhecidos estão associados ao uso da forma espiral do inseticida. Em 1999, faíscas de inseticidas espirais deram início a um incêndio que se espalhou por todo um dormitório de três andares em um acampamento de verão na Coréia do Sul; 23 pessoas, incluindo 19 crianças, morreram no incêndio 
Estudos recentes demonstraram que a fumaça gerada por um inseticida deste tipo pode ser prejudicial à saúde - uma espiral queimando produz a mesma quantidade de partículas (de diâmetro até 2,5 μm) que 75 a 137 cigarros produziriam; e a emissão de Formol de uma espiral queimada pode ser o equivalente à de 51 cigarros. Etanal e Formol formam 55% dos compostos emitidos pela combustão da espiral. Acroleína, glioxal e metil-glioxal, conhecidos por serem irritantes e suspeitos carcinogênicos, também foram detectados em concentração relativamente alta. Vários outros químicos nocivos foram identificados nas partículas de fumaça emitidas, dentre eles tolueno, etil-benzeno, e estireno, também em concentrações relativamente altas.